# 큰도롱이갯민숭이상과
큰도롱이갯민숭이상과(Aeolidioidea)는 작은 바닷 민달팽이와 큰도롱이갯민숭달팽이류를 포함하고 있는 복족류 상과이다.

## 2005년 분류
2005년 부쉐(Bouchet)와 로크루아(Rocroi)에 의한 복족류 분류에 의하면, 아래와 같이 4개의 과로 이루어져 있다.
- 큰도롱이갯민숭이과 (Aeolidiidae) Gray, 1827
- 하늘소갯민숭이과 (Facelinidae) Bergh, 1889
- Glaucidae Gray, 1827
- Piseinotecidae Edmunds, 1970

큰도롱이갯민숭이상과에 속하는 과들의 이명
- Caloriidae (아과 Facelininae의 이명)
- Cratenidae (아과 Crateninae의 이명)
- Herviellidae (아과 Herviellinae의 이명)
- Myrrhinidae (아과 Favorininae의 이명)
- Phidianidae (아과 Facelininae의 이명)
- Pleurolidiidae (아과 Aeolidiidae의 이명)
- Pteraeolidiidae (아과 Pteraeolidiinae의 이명)
- Spurillidae (큰도롱이갯민숭이과의 이명)

## 2007년 분류
2007년 고슬리너(Gosliner) 등의 분류는 Facelinidae과에 속하는 것으로 분류했던 아과 Babakininae를 과 레벨(Babakinidae)로 승격시켰다.